# Tapacul d'Ampay
El tapacul d'Ampay (Scytalopus whitneyi) és una espècie d'ocell de la família dels rinocríptids (Rhinocryptidae).
Habita la selva de muntanya de la Regió d'Ayacucho i Apurímac, al Perú meridional.

## Taxonomia
És una espècie que ha estat descrita fa molt poc temps, arran treballs recents.